# Hodgenville
Hodgenville és una població dels Estats Units a l'estat de Kentucky. Segons el cens del 2000 tenia 2.874 habitants.

## Demografia
Segons el cens del 2000, Hodgenville tenia 2.874 habitants, 1.235 habitatges, i 781 famílies. La densitat de població era de 645,1 habitants/km².
Dels 1.235 habitatges en un 29,6% hi vivien nens de menys de 18 anys, en un 42,3% hi vivien parelles casades, en un 18,1% dones solteres, i en un 36,7% no eren unitats familiars. En el 34,1% dels habitatges hi vivien persones soles el 17,4% de les quals corresponia a persones de 65 anys o més que vivien soles. El nombre mitjà de persones vivint en cada habitatge era de 2,17 i el nombre mitjà de persones que vivien en cada família era de 2,76.
Per edats la població es repartia de la següent manera: un 22,8% tenia menys de 18 anys, un 7,9% entre 18 i 24, un 25,2% entre 25 i 44, un 22,8% de 45 a 60 i un 21,3% 65 anys o més.
L'edat mediana era de 41 anys. Per cada 100 dones de 18 o més anys hi havia 76,8 homes.
La renda mediana per habitatge era de 25.132 $ i la renda mediana per família de 37.125 $. Els homes tenien una renda mediana de 30.678 $ mentre que les dones 18.095 $. La renda per capita de la població era de 14.794 $. Entorn del 16,9% de les famílies i el 22,3% de la població estaven per davall del llindar de pobresa.

## Poblacions més properes
El següent diagrama mostra les poblacions més properes.